# 2018年岛根地震
2018年岛根地震（日语：／ shimaneken seibu jishin ?），是2018年4月9日发生于日本岛根县大田市的一场地震，震中位于北纬35.26度，东经132.54度，震级为Mj 6.1级，震源深度约10千米。
日本气象厅指出，本次地震是一场走滑型地震。在此次地震中，岛根县、鸟取县、冈山县、广岛县、爱媛县有明显震感。日本气象厅在岛根县大田市观测到最大震度5强。是次地震造成岛根县内至少9人受伤，至少900栋建筑和部分道路受损，多处民宅停水停电。该次地震是岛根县本世纪以来烈度最大的地震。

## 地质背景
日本列岛地处欧亚大陆板块、北美洲板块、太平洋板块和菲律宾板块四个板块的交界处，是环太平洋火山地震带的重要一环。太平洋板块、北美洲板块和欧亚大陆板块、菲律宾板块在这一地域互相碰撞，使得日本列岛逐渐从海底抬升，遂促使日本附近地区火山地震等自然灾害频繁发生。
本次地震所发生的岛根县是日本地震少发地区。日本文部科学省地震调查研究推进本部的调查指，岛根县境内共有两条地震带，包括分布在该县东部的宍道断層，以及位于在县境西部的弥荣断层。历史地震研究表明，本次发震的岛根县西部地区曾在1676年、1778年、1859年、1872年发生过灾害性地震。其中，1872年滨田地震是该地有史以来地震规模最大的地震，那次7.1级地震造成551人死亡，并引发了小规模海啸。
近一个世纪以来，震中所处的山阴地方共发生过3次6.5级以上的地震，震中全部位于鸟取县，即1943年鸟取地震、2000年鸟取地震和2016年鸟取地震。而震中距10至20千米左右的地域曾于1963年发生过2次震级5级的地震。本次地震是岛根县自1978年6月4日以来的首场6级以上的地震和2000年以来首次观测到震度5强的地震。文科省地震本部指出，岛根县县域没有显著的活动断层，已发现的两个断层活跃度均较低，研究人员尚难以确知地震与活动断层的关系。

## 震害情况
这场地震发生在日本标准时间2018年4月9日1时32分30秒。震中附近的岛根县在2017年人口普查时有约68.5万名居民。而震源地岛根县大田市则属于该县人口相对较少的石见地区。美国地质调查局估计，居住在本次地震烈度6度极震区的居民约为7.5万人。地震发生时是当地的午夜时间，日本紧急地震速报系统在发震后3.5秒即检知到了该次地震的地震波，并又在5.9秒后触发了地震动警报阈值。日本气象厅于1时32分40秒向岛根县、鸟取县、广岛县发布了紧急地震速报（警报），警告当地民众谨防强烈震动。日本多家广播电视机构播发了地震预警，警报声响彻震中附近地区。整个西日本地区皆有显著震感。距震中较远地带的的感知报告则称，本次地震的震感较弱且持续时间较短，冈山县的一位居民一度误认为是强风吹袭引致了晃动。日本气象厅其后证实是次地震不会引发海啸，并表示其后一周还有可能发生同级别的地震，呼吁民众注意安全。本次地震中，岛根县西部观测到长周期地震动等级2，岛根县东部观测到长周期地震动等级1。
地震共造成岛根县9人受伤，仅震中大田市的伤者就达4人。大田市一名17岁少年因在睡梦中从床铺上坠下而摔断腿，一位八十多岁老妇的脚骨骨折，另有多人被坠物砸伤。此外，岛根县出云市和奥出云町各有一人受伤。大田市内多处建筑出现外墙坍塌、瓦片零落、水管破裂现象，共1111户居民断水，另有大约100户停电。大田市的50处避难所共接纳了至少171人。据日本广播协会报道，岛根县有至少958栋房屋受损，当中大田市占945栋。出云市则有11座民房受损，云南市另有5幢民居受灾。
县内的世界文化遗产石见银山内的佐毘賣山神社、大安寺遺跡等12處有石垣或磚牆受损。矿山内的景点龙源寺间步和大久保间步因受毁损而暂停对外开放，重要文化财熊谷家住宅内的土墙剥落。岛根县大田市苅田神社的鸟居在地震中倒塌，美鄉町明光寺内亦有巨石坠落。鸟取县内两座公民馆和三座老人养护中心内的墙壁剥落。大田市立医院因停水而停止了除急诊和透析外的所有医疗服务。中国电力公司岛根分公司表示，岛根核能发电厂震后已停止运行，但该厂未受到地震影响。
岛根县多处交通线受到地震损毁，区域交通受到影响。岛根县道30号三瓶町志学段路面开裂。岛根县道325号、县道280号、县道185号以及岛根-广岛县道109号因落石塌方或路面塌陷而暂时中断。出云市佐田町内的5条市道和1条林道进行临时交通管制。日本国土交通省三次河川国道事务所表示，中国横断自动车道尾道松江线三刀屋木次立交桥至高野立交桥路段因地震影响临时封闭以排查险情。西日本旅客铁道也受到地震影响，山阴本线西出云站至大田市站区间暂停服务。西日本旅客铁道株式会社米子支社指，米子站始發或終到的12列特急列车停运，部分快速和普通列车被扣停，其后恢复运转。

## 观测研究

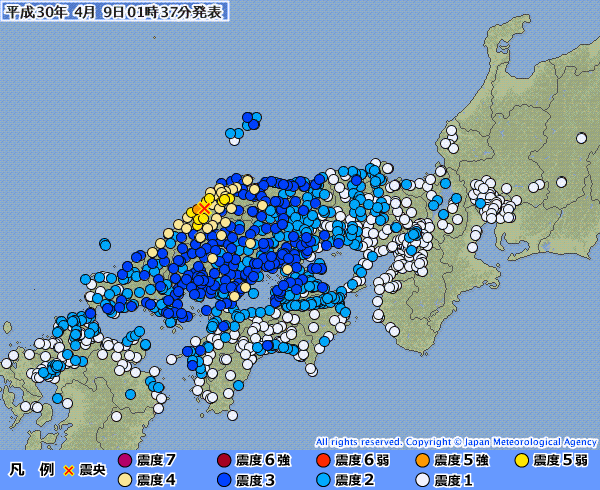
日本气象厅发布的2018年岛根地震烈度分布图。

日本气象厅于震后发表的地震消息推定地震规模为日本气象厅地震规模5.8级，震源深度10千米。日本气象厅在岛根县大田市观测到最大烈度为日本气象厅震度等级5强，在出云市、云南市、川本町、美乡町、大田市观测到震度5弱，并在岛根县、鸟取县、冈山县、广岛县、爱媛县的广大地区观测到震度4。气象厅其后测定本次地震的震级为日本气象厅地震规模6.1级，矩震级5.7级，震源深度12千米。日本防灾科学技术研究所的监测台网中共有378个烈度计记录到了这场地震的波幅，该所设在岛根县大田市的SMN006台站观测到676伽的三方向合成峰值加速度。
美国地质调查局测定本次地震的规模为矩震级5.7级，体波震级为5.5级，面波震级5.4级，震源深度为9.4千米，并测算该次地震的最大烈度为麦加利地震烈度6(VI)度。而美国地质调查局就本次地震进行的互联网地震强度调查亦接到了最大烈度达麦加利地震烈度6(VI)度的震感感知报告。亥姆霍兹德国地球科学研究中心GEOFON地震台网推定指，此次地震规模为矩震级5.7级，震源深度20千米。另据欧洲和地中海地震中心测定，本次地震规模为矩震级5.7级，震源深度10千米，震中附近最大烈度为欧洲宏观地震度量3(III)度。俄罗斯科学院地球物理研究所的29个地震台站记录到了这场地震，据俄科学院推算称，是次地震的规模达体波震级5.7级，震源深度10千米，最大烈度达梅德韋傑夫·史邦豪雅·卡尼克地震烈度表7(VII)度。
本次地震后余震频繁，截至9日晚22时，共有震度1以上余震26次。其中，震度4和震度3的地震分别有4次和3次。据报道，本次地震的余震分布呈西北－东南方向，这与鸟取县迄今为止发生的强烈地震相似。日本气象厅敦促民众对可能发生的次生地质灾害保持警惕。

## 震后响应

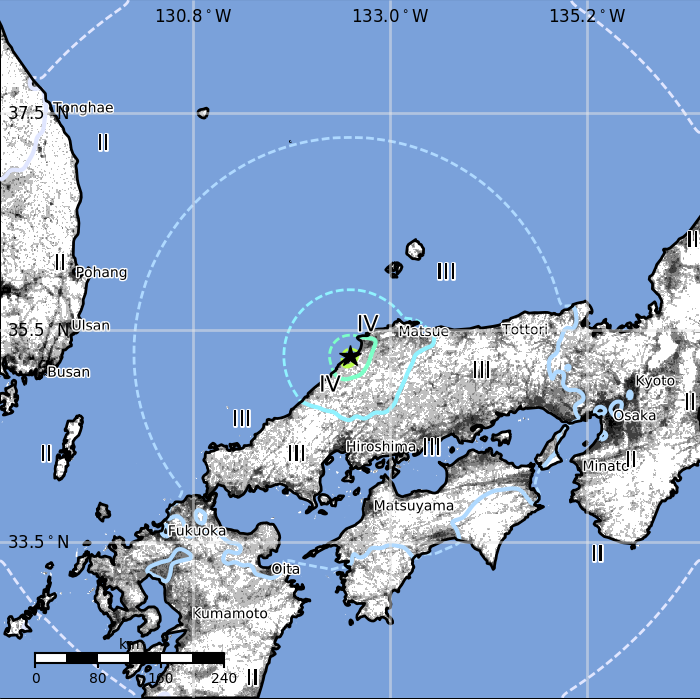
美国地质调查局公布的2018年岛根地震等震线图。

日本政府震后在首相官邸危机管理中心设立情报联络室，以收集有关此次地震的信息。岛根县大田市亦设立了灾害对策本部。岛根县厅相关部局于地震次日召开紧急信息联络会议，当局指派人员前往震区勘察建筑物震害情况。岛根县政府决定自从该县2018年一般会计补充预算中划拨2亿日元，以对受损住宅修复加以补助。鸟取县知事平井伸治在该县于4月10日召开的电视电话会议中表示，“幸好县内没有发现重大损害，但未来应重视余震状况。”
岛根县28所各级学校暂时关闭，原定9日举行的开学典礼被推迟一至两天。日本陆上自卫队应当地政府要求出动供水车辆，以解决震区居民供水问题。自卫队同时还向灾区运送了救灾物资。